# صموئيل لورينزو كناب
صموئيل لورينزو كناب هو محامي وسياسي أمريكي، ولد في 19 يناير 1783 في نيويورك في الولايات المتحدة، وتوفي في 8 يوليو 1838 في هوبكينتون في الولايات المتحدة. انتخب عضو مجلس نواب ماساتشوستس ‏.